# Kommunalvalget 1981
Kommunalvalget 1981 fandt sted 17. november 1981 i alle landets kommuner og amtskommuner.

## Bogstavbetegnelser
14 partier havde reserverede bogstavbetegnelser i alle kommuner og amtskommuner:
| Bogstav | Parti                                      |
| ------- | ------------------------------------------ |
| A       | Socialdemokratiet                          |
| B       | Det Radikale Venstre                       |
| C       | Det Konservative Folkeparti                |
| E       | Danmarks Retsforbund                       |
| F       | Socialistisk Folkeparti                    |
| I       | Internationalen-Socialistisk Arbejderparti |
| K       | Danmarks Kommunistiske Parti               |
| M       | Centrum-Demokraterne                       |
| Q       | Kristeligt Folkeparti                      |
| R       | Arbejderpartiet (KAP)                      |
| S       | Slesvigsk Parti                            |
| V       | Venstre, Danmarks Liberale Parti           |
| Y       | Venstresocialisterne                       |
| Z       | Fremskridtspartiet                         |

## Valget i kommunerne
I Danmarks 275 kommuner var der 3.815.296 stemmeberettigede vælgere. 51.900 af vælgerne var udlændinge. I de 14 amtskommuner (det vil sige fraregnet Københavns og Frederiksberg Kommuner, der havde dobbeltstatus som både kommune og amt) var der 3.329.184 vælgere som var stemmeberettigede til de kommunale valg. Tallet er lidt lavere end det tilsvarende tal for stemmeberettigede til de amtskommunale valg (3.331.777), fordi vælgere, som havde anmeldt flytning mellem to kommuner i samme amtskommune mindre end 11 dage før valget, ikke kunne stemme til det kommunale valg i hverken fra- eller tilflytningskommunen, men stadig til valget i amtskommunen.
Stemmeprocenten var 74,5 %. Der var 67.316 brevstemmer, som udgjorde 2,43 % af de gyldige stemmer. 28.704 stemmer (1,02 %) var ugyldige, heraf 22.400 (0,82 %) blanke stemmer.
Socialdemokratiet (liste A) stillede som det eneste parti op i samtlige kommuner og opnåede også valg i alle kommuner.
I alt opstillede 23.789 kandidater, heraf 6.383 kvinder (26,8%). Der blev valgt i alt 4.769 kommunalbestyrelsesmedlemmer, heraf 1.001 kvinder (20,9%).
| Bogstav | Parti                                      | Antal kommuner med opstilling | Antal kommuner med valg | Antal valgte |
| ------- | ------------------------------------------ | ----------------------------- | ----------------------- | ------------ |
| A       | Socialdemokratiet                          | 275                           | 275                     | 1.601        |
| B       | Det Radikale Venstre                       | 213                           | 141                     | 187          |
| C       | Det Konservative Folkeparti                | 246                           | 236                     | 640          |
| E       | Danmarks Retsforbund                       | 59                            | 1                       | 1            |
| F       | Socialistisk Folkeparti                    | 109                           | 95                      | 155          |
| I       | Internationalen-Socialistisk Arbejderparti | 7                             | 0                       | 0            |
| K       | Danmarks Kommunistiske Parti               | 104                           | 20                      | 22           |
| M       | Centrum-Demokraterne                       | 53                            | 7                       | 8            |
| Q       | Kristeligt Folkeparti                      | 94                            | 26                      | 27           |
| R       | Arbejderpartiet (KAP)                      | 8                             | 0                       | 0            |
| S       | Slesvigsk Parti                            | 11                            | 6                       | 12           |
| V       | Venstre, Danmarks Liberale Parti           | 260                           | 249                     | 1.240        |
| Y       | Venstresocialisterne                       | 37                            | 15                      | 27           |
| Z       | Fremskridtspartiet                         | 260                           | 222                     | 279          |
|         | Andre                                      | 230                           | 146                     | 570          |

### Stemmefordeling fordelt på partier
Tallene afspejler partiets opbakning på landsplan. Tallet i parentes afspejler hhv. fremgang eller tilbagegang ift. kommunalvalget 1978.
- Socialdemokratiet: 34,0 procent (+3,3)
- Det Radikale Venstre: 4,7 procent (+0,2)
- Det Konservative Folkeparti: 16,2 procent (+2,6)
- Retsforbundet: 0,6 procent (-0,4)
- Socialistisk Folkeparti: 5,7 procent (-2,6)
- Internationalen-Socialistisk Arbejderparti: 0,0 (opstillede ikke i 1978)
- Danmarks Kommunistiske Parti: 1,9 procent (-1,4)
- Centrum-Demokraterne: 0,9 procent (-0,3)
- Arbejderpartiet (KAP): 0,0 (opstillede ikke i 1978)
- Slesvigsk Parti: 0,2 procent (uændret)
- Venstre: 17,1 procent (+1,5)
- Fremskridtspartiet: 6,3 procent (-1,8 procent)
- Øvrige: 6,3 procent (1,8 procent)

## Valget i amtskommunerne
Tekst mangler, hjælp os med at skrive teksten